# 29e division SS (russe no 1)
Pour l'unité italienne, voir 29e Division SS (italienne no 1).
La 29e division de grenadiers de la SS « (russe no 1) », abrégée par la suite en 29e division SS pour facilité de lecture, également connue sous le nom de « Brigade Kaminski » ou « Armée de libération nationale russe », était une formation de volontaires collaborationnistes russes pro-nazis dirigée par Bronislaw Kaminski.
Fondée en 1941 par Konstantin Voskoboïnik, l’unité était principalement composée de membres issus des territoires soviétiques occupés et a servi comme milice et force de maintien de l’ordre, mais aussi comme force de répression participant à des exécutions massives.
Au fur et à mesure de la progression des troupes soviétiques et face aux différents coups de boutoir des contre-offensives de l’Armée rouge, la Brigade Kaminski a été intégrée à la Waffen-SS en 1944.
La 29e division SS a participé à plusieurs campagnes brutales, la plus connue étant la répression de l’insurrection de Varsovie en août 1944, où elle s’est illustrée pour ses atrocités, similaires à celles de la  36e division SS (aussi appelée « Brigade Dirlewanger »).
La 29e division SS a été utilisée par l’Allemagne nazie dans sa guerre contre les partisans soviétiques et les forces de résistance. Toutefois, elle était mal équipée et indisciplinée, ce qui a conduit à des conflits internes et à une réputation justifiée de violence effrénée. 
Kaminski a lui-même été exécuté par les Allemands, accusé (entre autres) de pillage. Les nazis ont fait passer cette exécution pour un acte des résistants ou partisans soviétiques.
Après la mort de Kaminski, l’unité a été dissoute et ses membres dispersés au sein d’autres unités collaboratrices, principalement l’Armée Vlassov.

## Escouade de milice publique

### Contexte de la collaboration
« […] Quatre brigades de partisans, dont l’effectif total est estimé à 19 000 hommes, sont signalées dans la région de Briansk, derrière la deuxième armée de Panzer.
Malgré ces effectifs et la faiblesse persistante du commandement de la sécurité, elles n’organisent aucune action offensive efficace. Les voies ferrées restent ouvertes et les démolitions diminuent sensiblement. »

— Edgar M. Howell,  
En octobre 1941, à la suite de l’opération Barbarossa, la Wehrmacht repousse les troupes soviétiques, et la région de Lokot est rapidement sous occupation allemande.
Face à la désorganisation de l’Armée rouge, les unités qui n’ont pas suivi la déroute se retrouvent dispersées dans la région et ses forêts.
Elles se regroupent en diverses troupes de partisans, et mènent des actions de sabotage et de harcèlement contre les forces allemandes dans les campagnes environnantes.

« L’un des premiers hommes à leur offrir ses services est Konstantin (ndr : Voskoboïnik), à qui l’on fait confiance non seulement parce qu’il a initié le contact avec les Allemands, mais aussi parce qu’il a combattu le régime bolchevique au début des années 1920. »

— Marlene Laruelle, 
C’est dans ce contexte que Rudolf Schmidt, commandant de la 2e armée, découvre l’accueil favorable des autorités locales, dirigées par Voskoboïnik et Kaminski, à la création d’un gouvernement autonome pro nazis. Ces éléments marquent le début officiel de la collaboration approfondie de la république de Lokot et de sa milice, l'Armée de libération nationale russe (en russe : Russkaya Osvoboditelnaya Narodnaya Armija, „RONA”),.

### Création de l’unité
« La « division » a vu le jour en novembre 1941 dans la ville de Lokot, dans la région de Briansk, en Ukraine, qui subissait les déprédations des partisans soviétiques et des traînards de l’Armée rouge. »

— Gordon Williamson
Les prémices de l’Armée de libération nationale russe, une escouade, sont fondées en 1941 dans l’entité administrative de Lokot (aussi appelée république de Lokot) de l’oblast de Briansk, sous occupation allemande.
L’enclave, d’une taille approximative de 30 000 km2, autonome, avec une administration collaborationniste locale dont le siège administratif est situé dans la ville éponyme, a pour but d’établir une entité russe servant de base pour un futur État russe antisoviétique sous influence allemande. Son premier « gouverneur » est Konstantin Voskoboïnik.
L’unité est composée à ses tout débuts d’une petite vingtaine d’hommes, sous le nom d’« Escouade de milice publique » (appellation utilisée jusqu’au début de l’automne 1942, ou « Union des volontaires de Lokot » pour les Allemands).
La dénomination évolue par la suite pour devenir, en 1943, la « Brigade de défense populaire » (en allemand : Volkswehr Brigade). Ce changement de nom indique une montée en puissance des forces collaborationnistes sous un « format militaire » pour la lutte contre les partisans soviétiques et les résistants.
L’escouade apporte un appui logistique aux occupants (la Wehrmacht, et plus particulièrement la 2e armée) et est dirigée par son fondateur, Voskoboïnik, secondé par Bronislaw Kaminski, adjoint au « gouverneur de la république de Lokot ». Dans la gestion, ils sont rejoints par Stepan Mosin et Roman Ivanin (qui devient « chef de la police de Lokot », et par raccourci de la „RONA”).
L'effectif de l'unité connait une expansion très rapide dès sa création. Initialement modeste, l'Union des volontaires de Lokot s'étend rapidement pour atteindre 200 hommes dans les premiers jours suivant sa formation. Dès janvier 1942, l'Escouade de milice publique compte environ 500 hommes, et jusqu'à 700 recrues à la mi-février 1942, comprenant à la fois des volontaires et des individus enrôlés sous la contrainte. Cette croissance se poursuit jusqu'à ce que l'unité atteigne approximativement 2 000 hommes, un développement encouragé par les forces d'occupation allemandes,.

### Premières tueries
« Dans toutes les colonies de la région de Briansk, des troupes de sécurité, de gendarmerie, de Gestapo et de police ont été installées qui, sous couvert de partisans combattants, ont procédé à des arrestations et à des exécutions massives, ont pendu des civils soviétiques innocents et incendié des villages entiers. »

— A.I. Tkachenko, Khaykin Nenashev, Korostelev Vasilyuk, 
L’assassinat de Konstantin Voskoboïnik par les résistants et partisans,, premier gouverneur de la Région administrative autonome de Lokot, le 8 janvier 1942,, constitue un tournant décisif dans la radicalisation de la collaboration russo-allemande dans les territoires occupés.
Bronislav Kaminski, jusqu’alors adjoint de Voskoboïnik à la tête de la république, marque un moment stratégique dans la politique répressive locale en prenant la tête du territoire, le tout réalisé avec l’approbation des occupants qui laisse à ce nouveau « gouverneur » les illusions d’être « l’Hitler local ».

« Le 13 janvier 1942, dans le village d’Ovsorog, district de Dyatkovo, un détachement punitif a abattu 45 personnes simplement parce que des partisans seraient apparus dans le village. De plus, presque toutes les personnes abattues avaient auparavant été soumises à des tortures incroyablement sévères. »

— A.I. Tkachenko, Khaykin Nenashev, Korostelev Vasilyuk, 
L’élimination de Voskoboïnik consolide aussi l’autorité de Kaminski sur l’Union des volontaires de Lokot qui intensifie systématiquement les opérations de contre-insurrection et anti-partisans. La stratégie de Kaminski se caractérise par des représailles brutales, cruelles et sadiques contre les populations civiles suspectées de sympathies soviétiques, ciblant aussi les communautés juives et les zones présumées de soutien aux partisans.
Ces manoeuvres de répressions brutales transforment au fil des jours la République de Lokot, ainsi que les territoires qui seront bientôt sous l’emprise de Kaminski, en un territoire de collaboration militaro-idéologique russo-allemande, instituant un modèle de violence dans les territoires occupés. L’idéologie est soutenue par les compagnies de propagande de l’Union des volontaires de Lokot soutenant le programme du parti politique formé au début entre Voskoboïnik et Kaminski, le Parti socialiste populaire de Russie « Viking » (en russe : Vityaz),.

### Montée en puissance
« Au milieu de l’année 1942, 85 % des troupes étaient des habitants de la région ; les autres étaient des déserteurs d’unités de partisans, d’anciens prisonniers libérés par les Allemands et quelques hommes de l’Armée rouge qui s’étaient cachés dans les bois. 

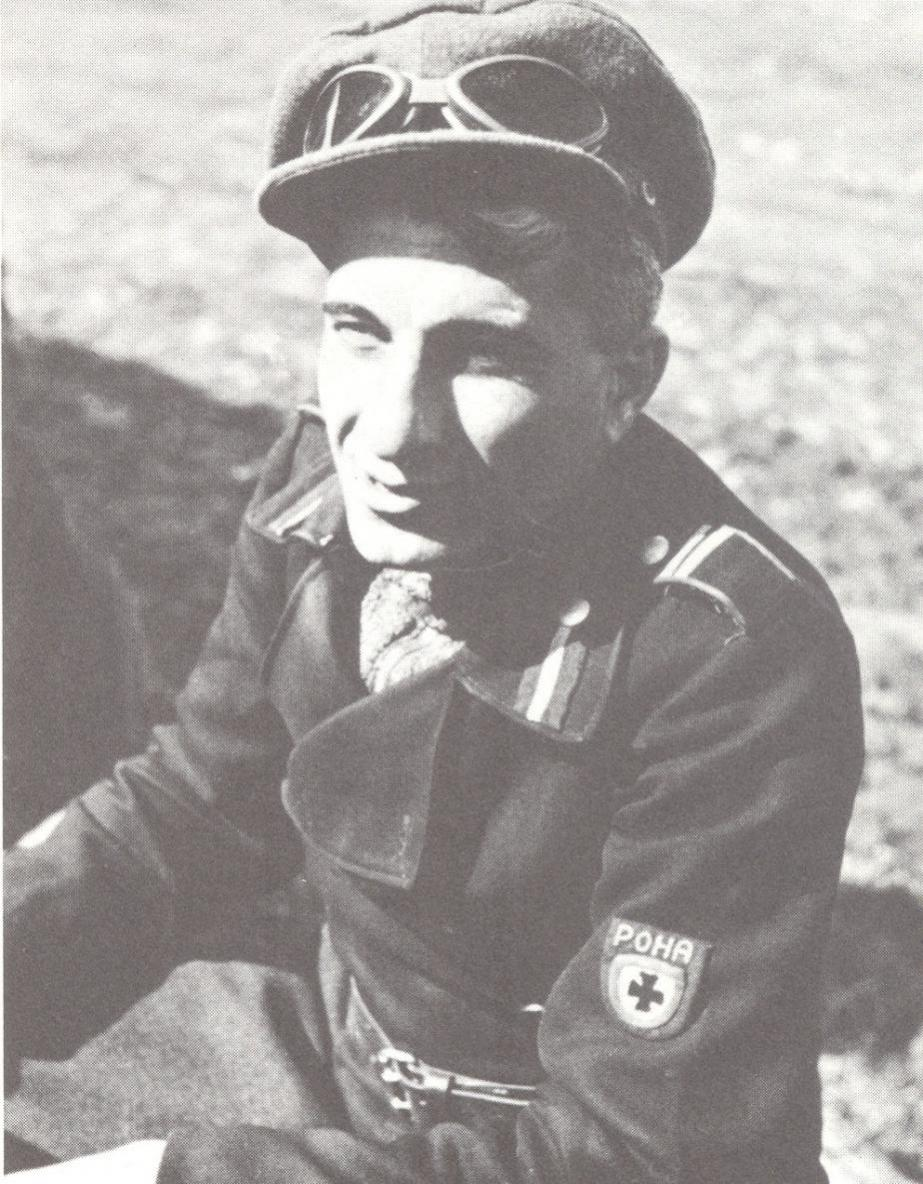
Un membre d’équipage de char appartenant à la Brigade Kaminski en 1942.

Au fil du temps, le poids relatif des éléments non locaux et non volontaires augmenta. Un certain nombre de paysans devinrent les hommes de Kaminski, certains d’entre eux craignant les représailles des partisans. Fin 1942, avec le consentement des Allemands, Kaminski fit le tour des camps de prisonniers de guerre de la région d’Orel pour recruter quelques officiers, dont sa brigade manquait. 
Peu à peu, le groupe de policiers amateurs et de pillards opportunistes se transforma en une force de combat assez efficace. »

— Revolution and Politics in Russia

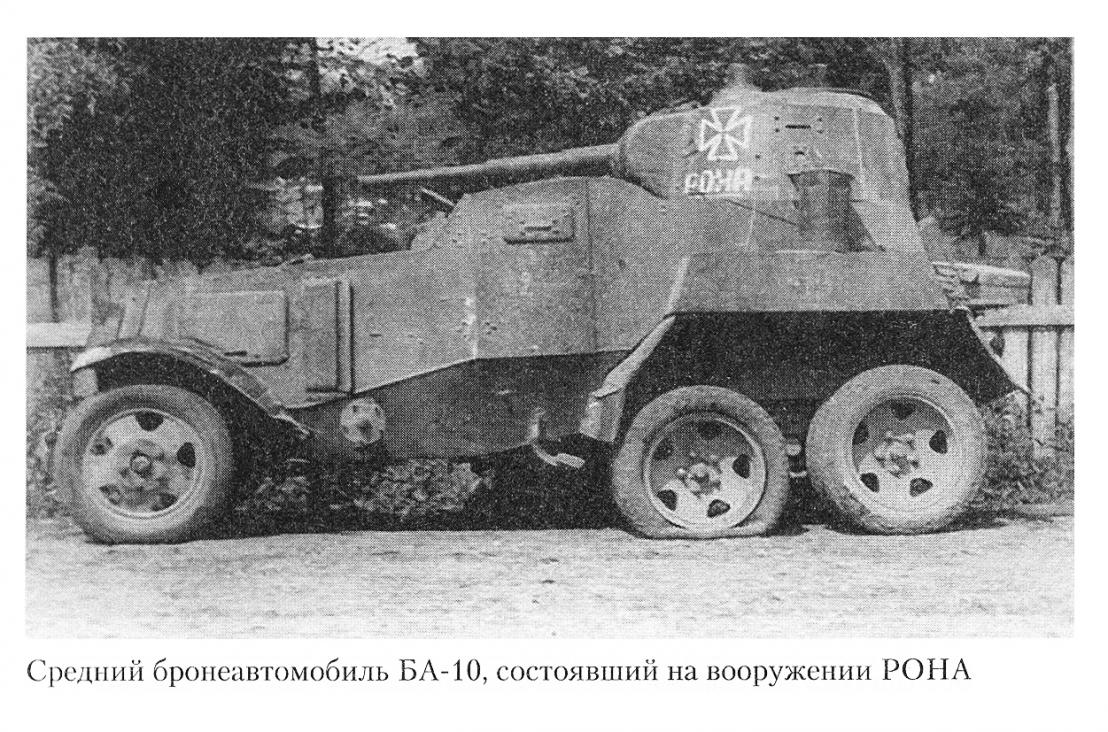
Un véhicule blindé soviétique BA-10 capturé et utilisé par la Brigade Kaminski (la mention POHA sur la tourelle).

Le début de l’année 1942 voit la montée en puissance de l’Union des volontaires de Lokot, engagement et « embrigadement » battent leurs pleins, pour atteindre entre 1 000 et 1 400 hommes. A côté des campagnes de recrutement se déroulent encore les actions anti-partisans, de plus en plus nombreuses, accompagnées de nombreuses exactions.
Les effectifs de l’Union des volontaires de Lokot atteignent approximativement ceux d’un régiment. Le recrutement, qui se déroule tant dans les camps de prisonniers soviétiques, parfois dans des camps de travail, que dans la population civile, est supporté par l'occupant nazi.
Bien que l’occupant fournisse une partie de l’équipement, l’Union des volontaires de Lokot emploie des armements soviétiques obsolètes, de tenues hétéroclites tant civiles que de l’Armée rouge (pour ceux qui sont recrutés dans les camps de prisonniers) et occasionnellement de quelques tenues vert de gris fournies par les Allemands.
La fin de l’année 1942, début 1943, verra arriver une trentaine d’officiers, sous-officiers qui pallieront dans l’urgence le manque d’encadrement.

## Brigade de défense populaire
« S’il partage le professionnalisme et l’excellence technique des 24 autres commandants de groupe d’armées, d’armée et de groupe panzer [...], Schmidt en diffère sur un point majeur : l’intelligence politique. [...] Schmidt sera le seul général de sa cohorte à avoir compris à quels principes aurait dû obéir la politique d’occupation de la Wehrmacht, et à essayer de les mettre en pratique. »

— Jean Lopez, Lasha Otkhmezuri, Boissière, Barbarossa 1941 : La guerre absolue, « La République antisoviétique de Lokot », p. 587-594

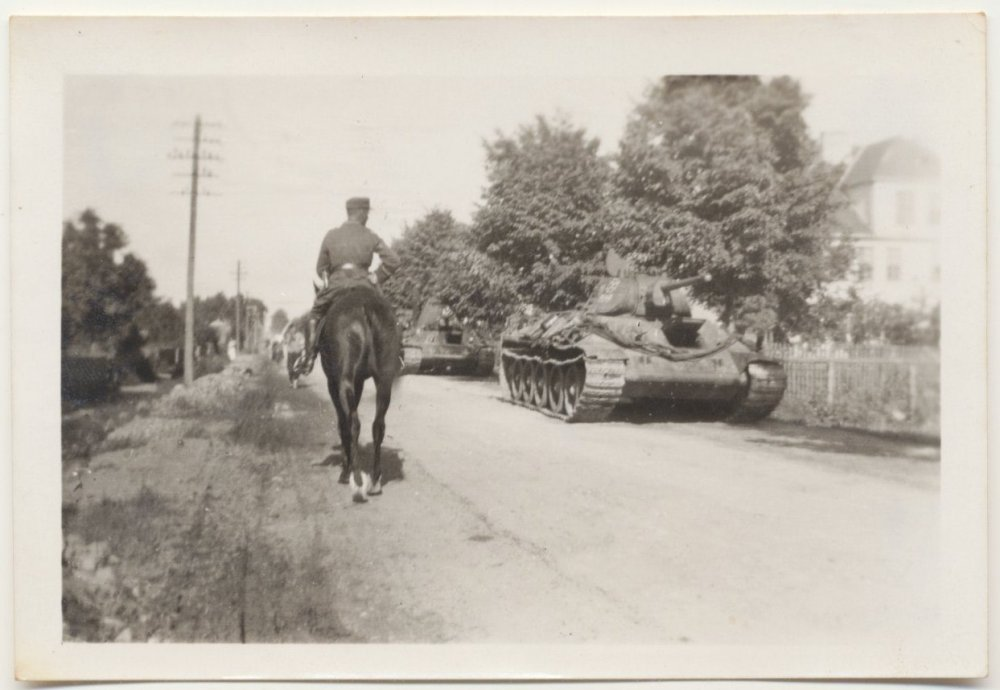
Deux chars T-34 de la Brigade quelque part dans la région de Bryanks, dans la République de Lokot.

C’est sous la forme d’une brigade composée d’une quinzaine de bataillons sous cinq régiments que l’année 1943 ouvre ses portes aux horreurs des hommes de la désormais nommée Brigade de défense populaire, composée de 8 000 à 9 000 hommes,.

« […] l'ordre de Schmidt, émis le 19 juillet 1942, ne fait qu’agrandir le district de Lokot en lui ajoutant plusieurs raïons et en transférant à Bronislav Kaminski le titre de maire suprême (Oberbüregermeister) du district autonome de Lokot. »

— Rolf Michaelis, Russen in der Waffen-SS (Berlin, 2002 - p. 13)
Cette montée en puissance, toujours accompagnée par les Allemands, est précédée par l’étendue du pouvoir de Kaminski qui se voit confier la gestion de plusieurs districts supplémentaires (districts appartenant aux oblasts d’Orel et de Koursk).
Les troupes allemandes, dirigées par Rudolf Schmidt, continuent d’apporter un soutien matériel important à la Brigade de défense populaire ; notamment en lui fournissant 24 chars T-34 capturés à l’ennemi, deux chars de type KV-1. D’autres matériels complètent cette panoplie d’armements, particulièrement avec la création d’un bataillon d’artillerie de campagne (36 pièces) mais aussi de quelques véhicules d’infanterie (BA-10, BA-20).

### Ordre de bataille de la Brigade de défense populaire
« Elle devient alors une bande de violeurs, d’assassins et de pillards comme l’Europe n’en avait pas connu depuis le Moyen-Âge. »

— Samuel W. Mitcham Jr., German Order of Battle, vol. 3 (Panzer, Panzer—Grenadier and Waffen-SS Division in World War II)
L’unité, bien qu’ayant une organisation militaire avec des bataillons d’artillerie, d’infanterie et de blindés, se distingue non par ses capacités opérationnelles ou tactiques sur un champ de bataille classique, mais par sa cruauté sans bornes, devenant un instrument de terreur sous couvert d’une organisation formelle.
Cette transformation cache sous une apparente discipline militaire une systématisation des crimes de guerre des différents bataillons. La structure de l’unité, sur le plan de l'ordre de bataille, peut s’apparenter à la suivante, : sous l'égide d'une compagnie de commandement se retrouvent trois régiments de grenadiers volontaires SS (repris sous les numéros 72, 73 et 74), un régiment composite (comprenant un bataillon de communication, un bataillon de génie, un bataillon de réserve et un bataillon logistique d'approvisionnement), un bataillon de chasseurs de chars (composé de trois escadrons blindés) et un régiment de volontaire d'artillerie SS (composé de trois bataillons d'artillerie) ; le tout est complété par un bataillon de fusillers sous commandement allemand .
Ces différents apports renforcent sa puissance de frappe contre les partisans soviétiques, eux aussi de mieux en mieux équipés, mais contribuent aussi à sophistiquer les exactions, les pillages systématiques et les campagnes répressives dans la région de Briansk.

## De Lokot à Lepel
« [...] sous la protection du Reichsfuhrer-SS, le comportement de Kaminski et de ses hommes devient encore plus débridé. 
Ils violent, pillent, brûlent, pillent et assassinent presque à volonté. Des villages entiers sont brûlés et leurs habitants exterminés. Les Kaminskies s'emparent des charrettes, des chariots et des chevaux (ndt : qui sont le symbole de la récolte de céréales, de fruits, de blé, etc.) sans indemniser leurs propriétaires et abattent tous ceux qui protestent.
Lorsqu’ils s’emparent de villages situés dans des zones de partisans, ils (ndt : les Kaminskies) rassemblent souvent toute la population dans une église ou une école voisine et y mettent le feu, tirant sur tous ceux qui tentent de s’enfuir. 
Parfois, ils abattent des enfants et jettent leurs corps dans le puits local, ajoutant la pollution (ndt : entendre : la Politique de la terre brûlée, et non le sens écologique) au meurtre. »

— Samuel W. Mitcham, Jr.
L’année 1943 voit le début des premiers revers significatifs pour les forces allemandes sur le Front de l’Est, notamment avec la capitulation de Paulus lors de la bataille de Stalingrad, marquant un tournant décisif dans la guerre. Sous la pression des offensives soviétiques, notamment dirigées par Vassili Tchouïkov et consorts, les lignes allemandes reculent, parfois s'effondrent, contraignant de nombreuses armées à battre en retraite.

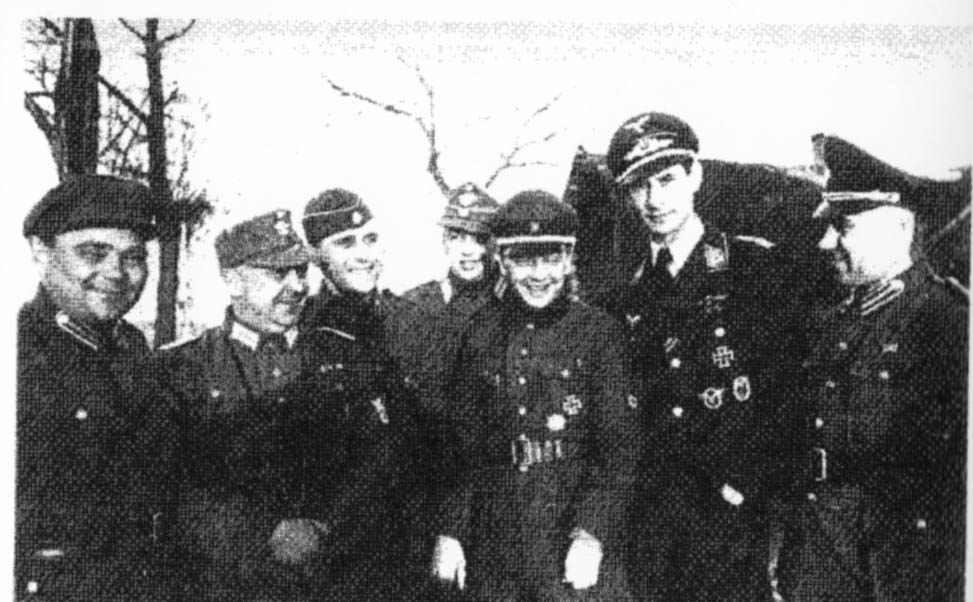
Kaminski et l’Ordnungspolizei pendant l’, opération antipartisans dans la région de Polotsk, Ouchatchy, mars-avril 1944.

L’enfoncement du front force la Brigade de défense populaire à un redéploiement pour se retrouver casernée à Vitebsk et Lepel, dans l’oblast de Vitebsk. Le secteur de Lepel, qui regorge de partisans et qui a la population civile acquise à la cause soviétique à la suite des nombreuses exactions précédentes, est mis à rudes épreuves avec l’arrivée de la brigade spécialisée dans les actions anti-partisanes (ainsi que ce qui l’accompagne : exactions, pillages et répressions…).

« (note : en parlant de documents à propos de la Brigade Kaminski) Il n’est question que de filles et de femmes violées, éventrées, les seins coupés ; d’hommes décapités, mutilés, brulés à petit feu ; d’enfants au crâne écrasé, au thorax ouvert ; de villages pillés et incendiés... »

— André Brissaud, Histoire des services secrets nazis vol. 2
Face aux défaite imminentes, entre autres dues aux retraites successives des différentes armées sur le front, le moral au sein de la brigade se dégrade rapidement et un nombre croissant de volontaires ou de conscrits réquisitionnés sous la contrainte désertent pour rejoindre les partisans soviétiques,.
La discipline au sein de divers bataillons s’effondre encore et il est constaté une révolte d’environ 200 soldats d’un bataillon, aboutissant à l’assassinat de leur commandant et du chef d’état-major. Kaminski lui-même semble échapper à plusieurs tentatives d’assassinat orchestrées au sein de ses propres troupes, révélant une montée des dissensions internes.

## Vers la Haute-Silésie
« Avec l’avancée soviétique, Kaminski déplace ses hommes, d’abord à Lepel en Biélorussie, puis en Haute-Silésie. Au moment de l’insurrection de Varsovie en 1944, Kaminski est général de brigade et, sur ordre personnel d’Himmler, sa tristement célèbre unité est officiellement incorporée dans la Waffen-SS. »

— Tadeusz Piotrowski
Les défections ainsi que le manque de discipline et de coordination compromettent sa mission principale, la lutte anti-partisans dans plusieurs opérations locales. Ces difficultés forcent les autorités nazies à déplacer la brigade vers la région de Haute-Silésie début 1944 pour une restructuration en profondeur.
Mais c’est aussi face à l’enfoncement des fronts et au manque d’hommes, qu’Heinrich Himmler ordonne que la brigade soit incorporée dans la Waffen-SS sous le nom de Brigade d’assaut SS „RONA” (en allemand : Waffen-Sturm-Brigade der SS „RONA”), ou « Armée de libération nationale russe » au sein de la brigade,.
Sur le chemin de la Haute-Silésie, les massacres continuent.

« Les prisonniers sont arrosés d’essence et brûlés vifs. Les femmes sont violées et égorgées. Les enfants sont empalés sur des baïonnettes et promenés dans les rues des villages qui ne sont bientôt plus que des brasiers. Partout où passent les hommes de Kaminski, des cadavres par centaines jalonnent leurs routes. »

— Henri Landemer
Parallèlement à son déplacement vers la Haute-Silésie, un régiment est détaché avec pour mission de participer à la contre-insurrection de Varsovie. C’est alors un déchainement d’horreur qui se déroule pendant plusieurs jours du mois d’août 1944 dans ce que l’on appellera plus tard le massacre d'Ochota.

### Le massacre d'Ochota
« Elle (ndt : La Brigade) se distingua dès le début par des viols, des pillages et des meurtres et, avec la brigade de police SS (ndt : Oscar) Dirlewanger composée de criminels, elle obtint le record des pires crimes de toutes les unités présentes à Varsovie pendant l’insurrection. »

— Tadeusz Piotrowski, Poland's Holocaust, p. 85 

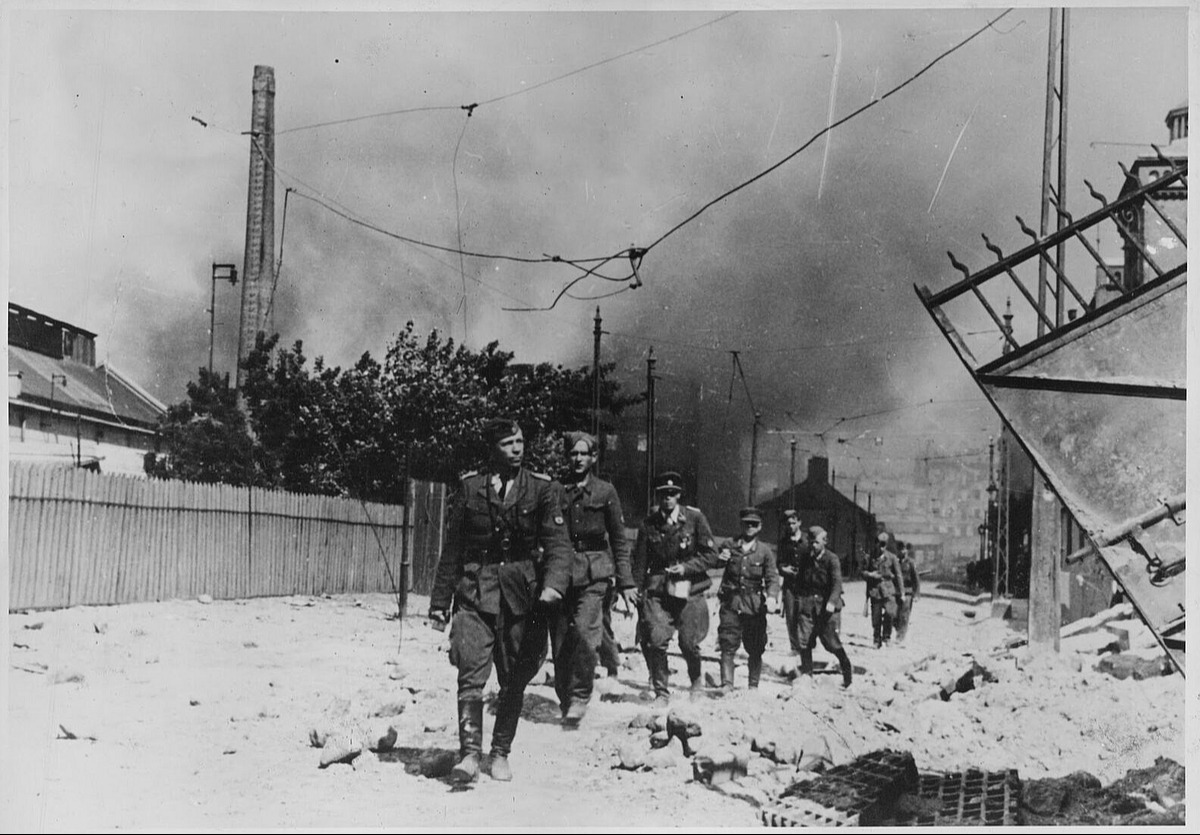
Une photo des membres de la Waffen-Sturm-Brigade der SS „RONA”' quelque part dans le district d’Ochota, Varsovie (août 1944).

Le massacre perpétré entre autres par la Waffen-Sturm-Brigade der SS „RONA” en août 1944 se distingue par sa cruauté. Sans autre ordre que de détruire les nids de résistances, les troupes sont responsables de viols systématiques, de meurtres de masse et de pillages dans ce quartier de Varsovie. Parallèlement, ils sont aussi acteurs du massacre de Wola (où la Brigade Dirlewanger se déchaine).

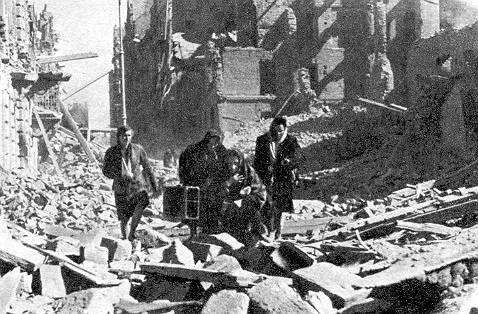
Survivants civils d’un raid aérien dans la rue Wspólna, août 1944. Cette photo montre l’acharnement à la architecture varsovienne, décision prise pendant le Soulèvement.

Lors de la répression de l’insurrection dans ces quartiers, les civils sont la cible principale de ces atrocités, des milliers d'entre eux étant exécutés sommairement. Cet épisode illustre le degré de brutalité et de criminalité ultime de cette unité dans une prétendue campagne contre les résistants polonais et la population civile.
Bien que la 36e division SS soit principalement responsable du massacre de Wola, certains rapports suggèrent que des éléments de la „RONA” sont également impliqués dans ces violences (les quartiers d’Ochota et de Wola sont limitrophes et ont certains coins sont communs).

« [...] la capture d'une réserve d'alcool était plus importante pour la brigade que la prise d'une position commandant la même rue [...] »

— Erich von dem Bach-Zelewski, dans (en) Alexander Dallin, The Kaminsky Brigade : A Case-Study of Soviet Disaffection
Les pertes subies, ainsi que l'épuisement de la Sturmbrigade, poussent les survivants à se replier. Cet échec sur le front de Varsovie accélère leur démoralisation, et ils rejoignent le reste de l'unité en Haute-Silésie pour une restructuration complète.

### L'échec de la montée en puissance

#### La liquidation de Kaminski
Le fait établi de la Waffen-Sturm Brigade der SS „RONA” dans les atrocités perpétrées lors de l’insurrection de Varsovie en août 1944 précipite la chute de son commandant. Bronislaw Kaminski, dont les exactions dépassent les limites tolérées même par les autorités nazies, est convoqué à Łódź. Le SS—Obergruppenführer Erich von dem Bach-Zelewski, responsable de la répression de l’insurrection de Varsovie, ordonne son exécution après une supposée procédure judiciaire expéditive, probablement entre mi-août et le 28 août 1944.
Les raisons invoquées seraient le pillage et les atrocités commises envers la population civile qui auraient même choqué les autres unités nazies, et aussi semble-t-il que les hommes de la „RONA” ont violé des femmes allemandes (de la Wehrmacht ou de la Kraft durch Freude).
Pour maintenir le peu de contrôle restant sur les troupes de la Waffen-Sturm Brigade der SS „RONA” et éviter toute dissidence, les autorités SS élaborent une version officielle selon laquelle Kaminski aurait succombé à une embuscade tendue par des partisans soviétiques. Cette version est délibérément diffusée auprès de ses subordonnés pour masquer l'élimination orchestrée par le commandement allemand,.
Les motivations de cette exécution sont multiples. Si les mémoires du Generaloberst Heinz Guderian suggèrent que les atrocités commises à Varsovie constituent la raison principale, des considérations plus pragmatico-situationnelles entrent aussi en jeu ; notamment celle qui permet d’écarter un témoin compromettant des politiques d’occupation et facilite la réorganisation des forces collaborationnistes russes sous l’égide du général Vlassov.

#### Répressions d'insurrections en Slovaquie
L’avancée du front oriental contraint la 29e division de grenadiers de la SS (russe no 1) (en allemand : 29. Waffen-Grenadier-Division der SS (russische no 1)), en formation, accompagnée de réfugiés civils, à entamer un nouveau repli vers la Hongrie. Cependant, le déclenchement de l’insurrection nationale slovaque immobilise les convois ferroviaires près de Racibórz, dans la Haute-Silésie polonaise.
La 29e division SS, qui est encore en cours de création, est engagée à plusieurs reprises pour réprimer l’insurrection,.

## Dissolution de l’unité
« Vlasov ordonne au colonel Sergei K. Bunyachenko de former la première division ROA, en utilisant la Brigade Kaminski comme noyau. 
Lorsque Bunyachenko aperçoit les hommes de la „RONA”, il s’écrie à l'officier de liaison allemand : « Voilà ce que vous me donnez, des bandits, des voleurs et des brigands ! Vous me laissez ce que vous ne pouvez plus utiliser ». 
La division est dissoute avant sa formation et le numéro 29 est donné à la Waffen-Grenadier Division der Schutzstaffel (italienische no 1). »

— Chris Bishop, 
La transformation de la brigade en 29e division SS se solde par un échec résultant d’une confluence de facteurs tant structurels qu’opérationnels.

### La structure, la logistique et la pénurie grandissante
Sur le facteur structurel, l’unité souffre d'insuffisances matérielles critiques, se manifestant par une pénurie d’équipements lourds (la production de l’Allemagne tournant à plein régime ne suffisant pas à équiper toute la Wehrmacht ou les grandes unités de la Waffen-SS) et un armement disparate (principalement récupéré au cours des actions anti-partisans, donc soviétique), compromettant sa future capacité d’action. 
Cette carence est exacerbée par des déficiences organisationnelles majeures, notamment l’absence de cadres qualifiés (et ce malgré des apports allemands, qui ne sont pas plus qualifiés à la suite des nombreuses pertes et un remplacement rapide manquant de formations aux combats) et une échelle de commandement déficiente.

#### La succession de commandement
Après l’élimination de Kaminski, le commandement passe d’abord à Christoph Diehm, un officier SS expérimenté envoyé pour tenter de remettre de l’ordre dans l’unité avec l’espoir de rendre à nouveau opérationnelle la 29e division SS. Son commandement est bref, probablement parce que la tâche s’avère impossible face aux hommes qui la composent qui sont profondément démoralisés et indisciplinés.
L’indiscipline grandissante et caractérisée par des actes récurrents de pillage et d’insubordination, alors que Kaminski n’est plus, mine davantage la cohésion et l’efficacité de l’unité ainsi que sa capacité à conduire des opérations militaires d’envergure classique, en cause d’une formation lacunaire et d’une expérience limitée à des combats d’infanterie, d’assauts ou urbains, constituent un obstacle supplémentaire.
Le commandement de Heinrich Jürs (de) marque une nouvelle tentative de restructuration. Jürs, en tant que SS—Gruppenführer, a l’expérience nécessaire pour gérer des unités difficiles. Mais face à l’avancée soviétique et à la désorganisation croissante de l’unité, son commandement est également de courte durée et un échec.

### Contexte géopolitique défavorable
Le contexte s’avère également défavorable : la tentative de restructuration, initiée alors que le Troisième Reich subit des revers importants sur tous les fronts, se heurte à des contraintes temporelles notamment les derniers jours de l’Allemagne nazie. La méfiance persistante du commandement allemand, se traduisant entre autres par une réticence à fournir un équipement plus moderne a paradoxalement entravé ce processus de transformation qu'il avait lui-même initié.

### Abandon de l'expérience de collaboration
Cet ensemble de facteurs a inexorablement conduit à l’échec de restructuration et, finalement, en novembre 1944, la tentative de porter la division à sa pleine puissance est abandonnée.
Les restes de la „RONA” (entre 3 000 et 4 000 hommes) sont dispersés au sein de diverses unités : la majorité intègre le nouveau 1602e Grenadier-Regiment de la 600e division de la ROA de l’armée Vlassov, un groupe rejoint la 30e division SS, d’autres sont incorporés dans des unités de police auxiliaire, et dans des unités de travail forcé.  
Le numéro de la division est réattribué à une unité SS italienne, en cours de formation, au début du mois de mars 1945.

## L'expérience russo-allemande
« Lorsque les Allemands arrivent le 6 octobre, ils autorisent Voskoboinik et Kaminsky à rester à la tête de l’administration civile, à titre d’expérience de gouvernement collaborationniste. »

— Kenneth MacInnes
L’expérimentation collaborationniste du Troisième Reich sur le territoire soviétique occupé révèle un complexe dialectique pratico-idéologique. D’un côté, un modèle Voskoboïnik-Kaminski qui tente d’adapter le national-socialisme aux idéaux russes en créant une administration locale autonome ; et de l’autre, l’approche d’Andreï Vlassov s’ancrant sur la tradition conservatrice de la « Russie blanche », et présentant sa collaboration comme une vision pérenne contre le bolchevisme plutôt qu’à l’orientation purement idéologique,.
Cette expérimentation allemande n’est pas fortuite et reflète une stratégie sophistiquée de contrôle territorial par la République de Lokot, qui sous une fausse autonomie administrative devient un laboratoire de la terreur, et de la violence systémique anti-partisane institutionnalisées.

« Jamais il (ndt : Kaminski) n’a recommandé aux Allemands de prendre des mesures pour améliorer le sort de la population russe. Jamais il n'a appelé au respect des traditions nationales. 
C’est d’ailleurs l’une des raisons pour lesquelles les Allemands, ou du moins certains d’entre eux, lui confiaient avec confiance un district et une brigade. »

— Alexander Dallin
La 29e division SS en est l’instrument principal de la dérive politique illustrant les exactions tolérées, voire encouragées, par l’autorité allemande, et qui dépassant régulièrement en brutalité celles des unités présentes (que ce soit la SS ou la Wehrmacht).
Cette permissivité face aux atrocités n’est pas un simple dysfonctionnement, mais s’inscrit dans une logique politico-socialo-expérimentale large. L’autorité nazie crée un système sur lequel différents modèles de collaboration peut coexister, et qui sert chacun des objectifs spécifiques en contribuant à un but commun, entendons l’établissement d’un contrôle total sur les territoires occupés au travers des doctrines imposées.
L'approche démontre qu'un régime collaborationniste local peut, sous couvert idéologique national-socialiste ou anti-communiste (antibolchévique), servir efficacement des objectifs d’exploitation et de domination nazis tout en maintenant une apparente légitimité de l’occupé (une sorte de « trompe l’œil »).
La tolérance des autorités allemandes envers massacres et pillages systémiques révèle que des comportements non déviant du système, mais bien des composantes comportementales intégrales de l’expérience collaborationniste, créent un précédent historico-tragique dans l’histoire des occupations militaires à une grande échelle.

## Dans l'histoire

### Un patrimoine mémoriel parsemé
Le parcours de terreurs de la 29e division SS au sein des pays de l’Est n’a fait qu’institutionnaliser une violence systémique avec une certaine approbation du haut commandement de la SS, incarnée par Himmler et plus directement von dem Bach-Zelewski, confère une légitimité à ces actes transformant une unité déjà indisciplinée en un instrument de terreur méthodique.

Arrestations et exécutions
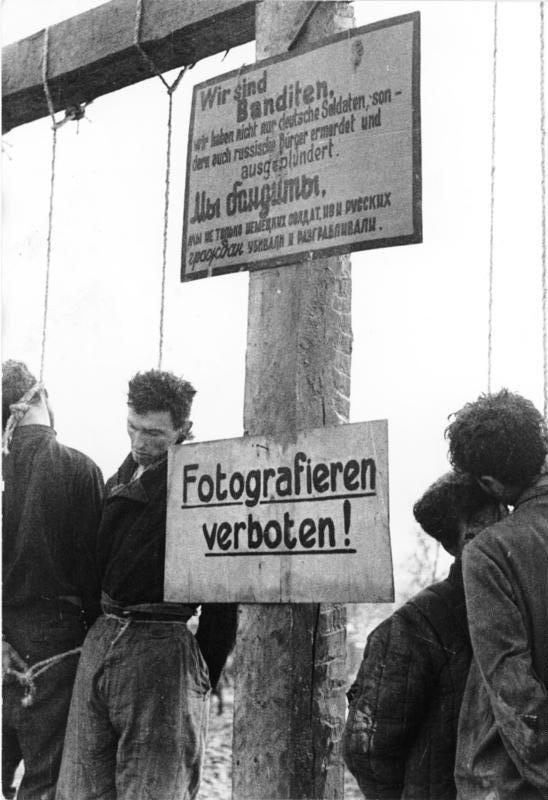
Des partisans soviétiques pendus.   (Russie, janvier 1943)[note 19].
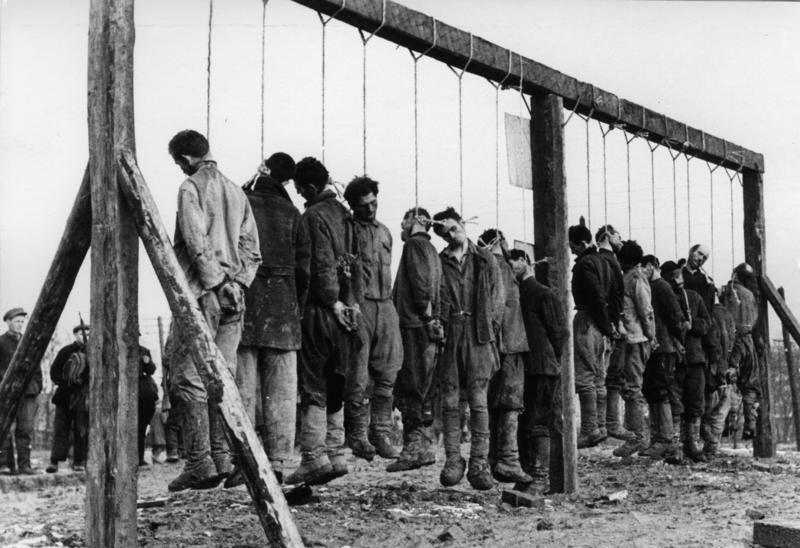
Exécution de partisans (Russie, janvier 1943).
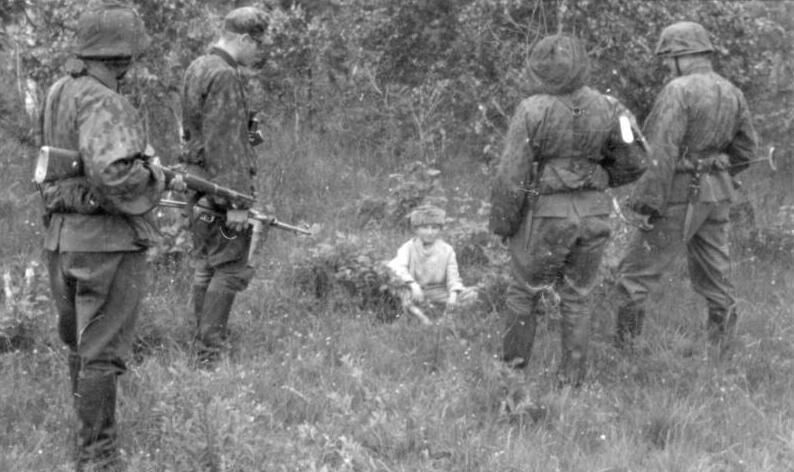
Arrestation de partisans (Russie, juillet 1943).

Cette évolution s’est manifestée par une escalade progressive dans l’horreur : les pillages sporadiques muent en destructions systématiques, exactions individuelles se transforment en massacres collectifs, le tout témoignant d’une déshumanisation croissante tant des perpétrateurs que de leurs victimes.
La cartographie liée à la mémoire de ces atrocités demeure cependant parcellaire : si quelques stèles commémoratives parsèment les territoires ukrainiens, biélorusses et polonais, marquant les sites de villages anéantis et de populations décimées au fur et à mesure du retrait de la 29e division SS ; c'est à Varsovie que le passage de cette unité trouve sa vision la plus manifeste.

Mémoire et plaques dédiés aux partisans
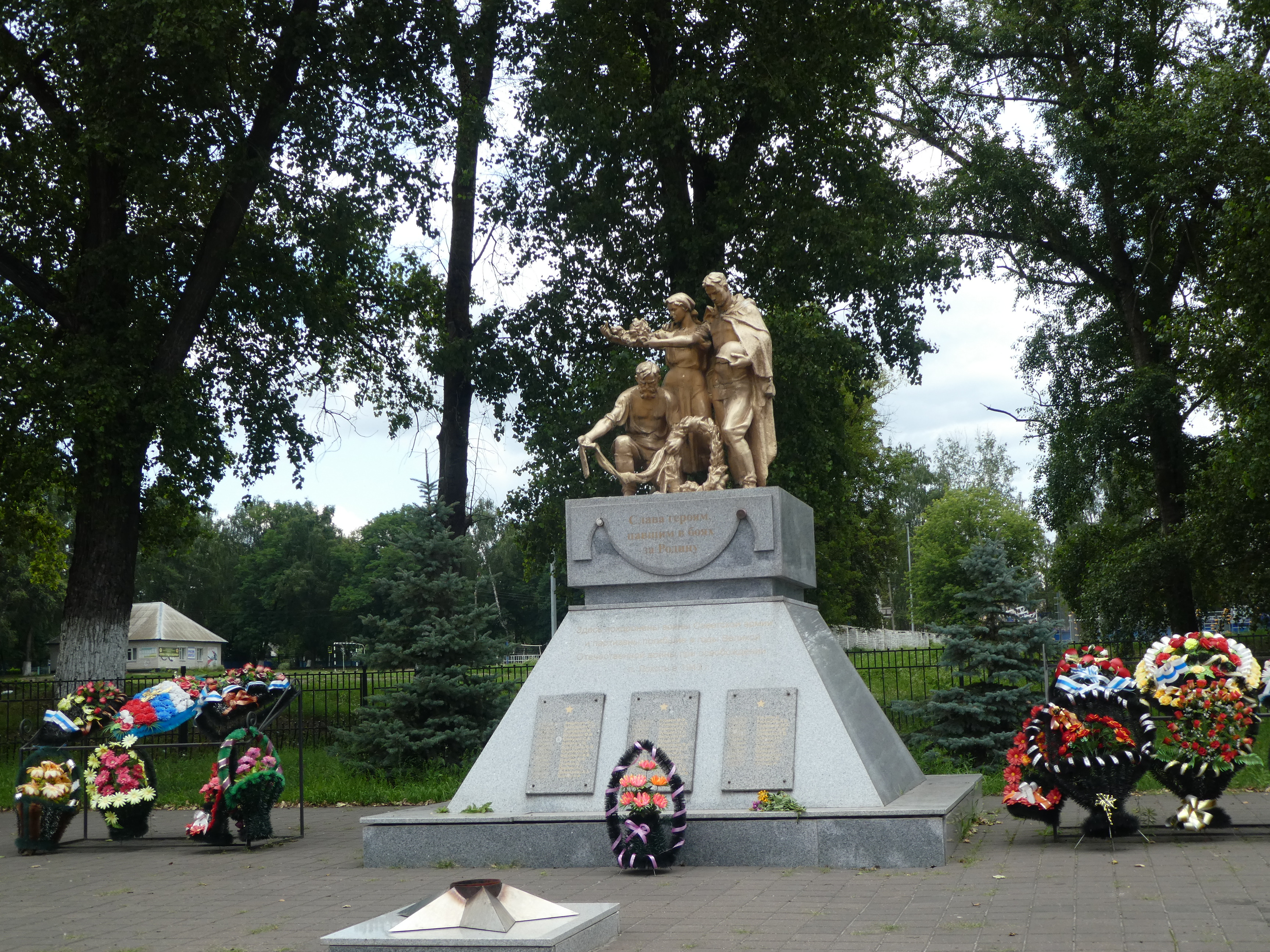
Lokot. District de Brasovsky. Monument aux soldats de l’Armée rouge et aux partisans morts en 1943 lors de la libération du village (Russie).
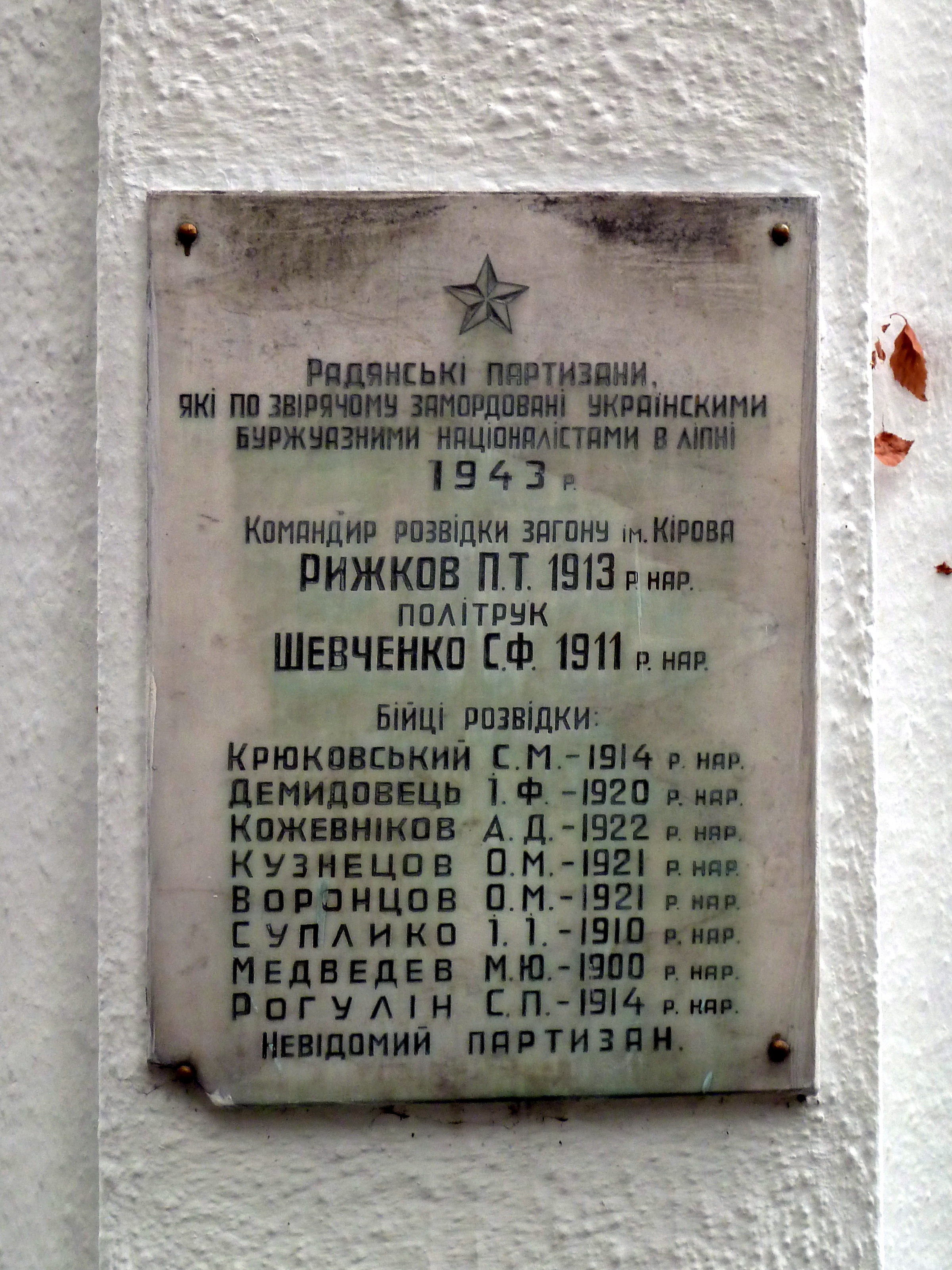
Kovel Volynska - sépulture de partisans soviétiques (Ukraine).
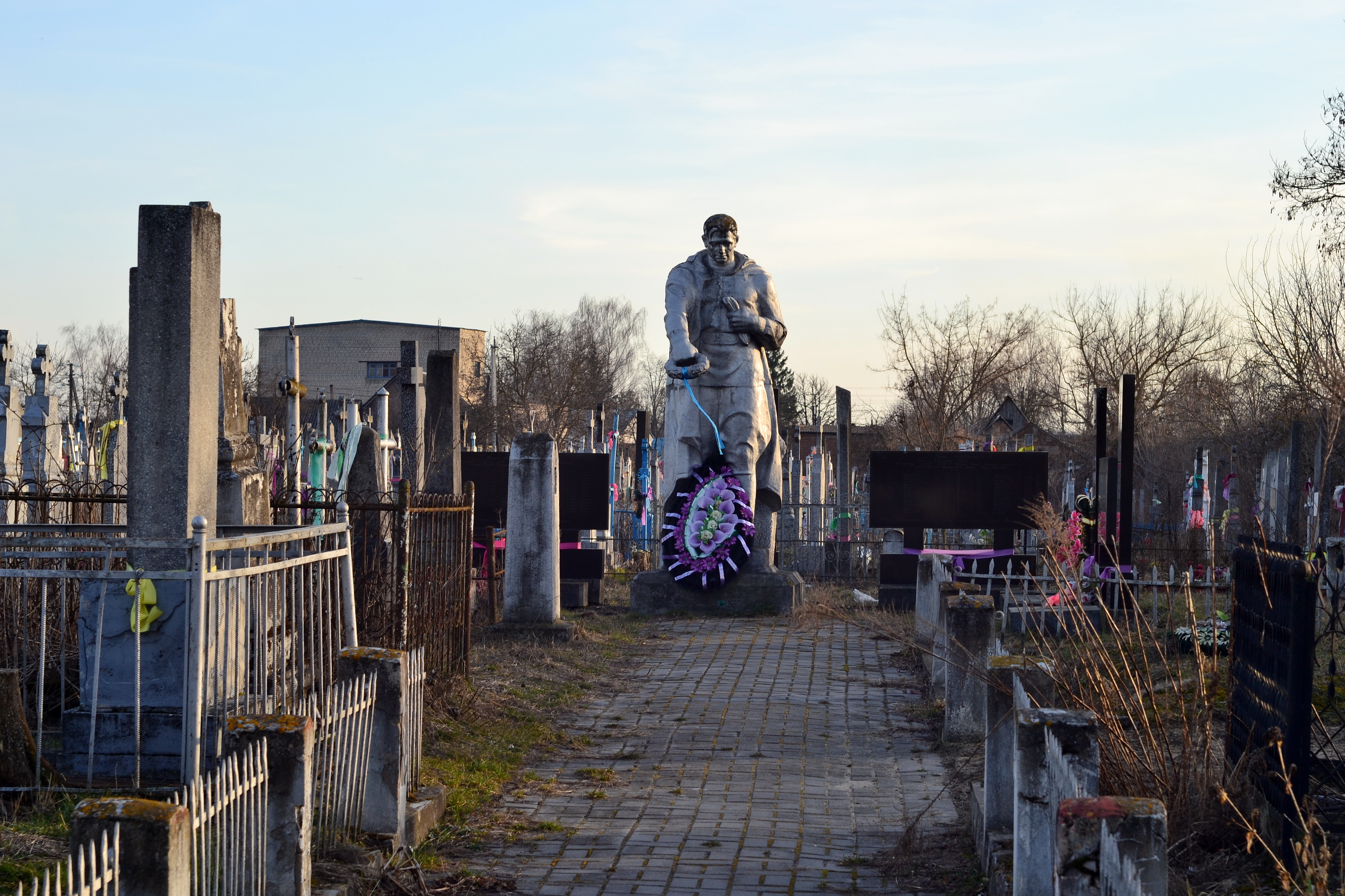
Holoby Kovelskyi Volynska - tombeau des partisans et de Martyrs (Ukraine).
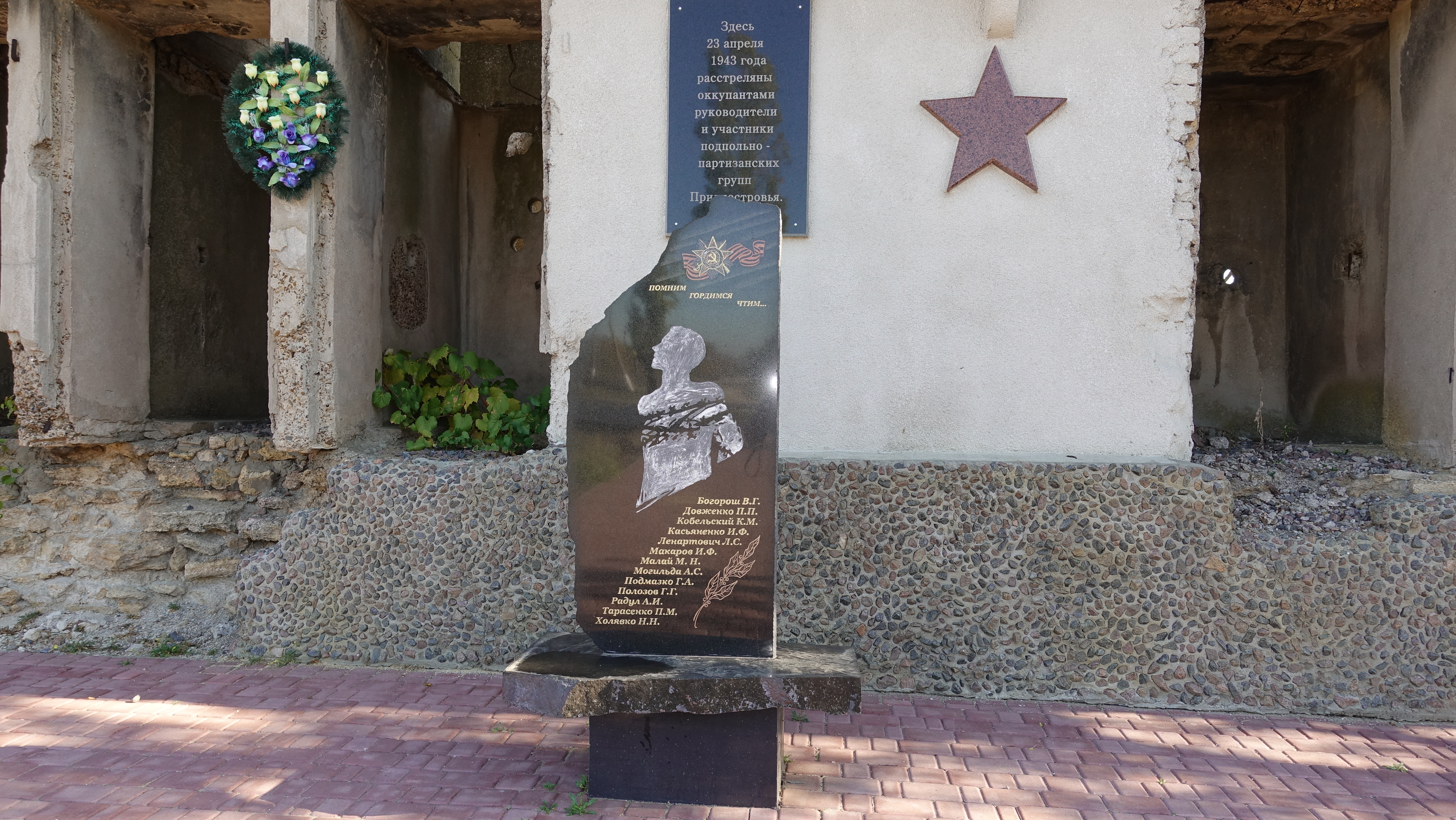
Mémorial aux partisans (Ukraine).
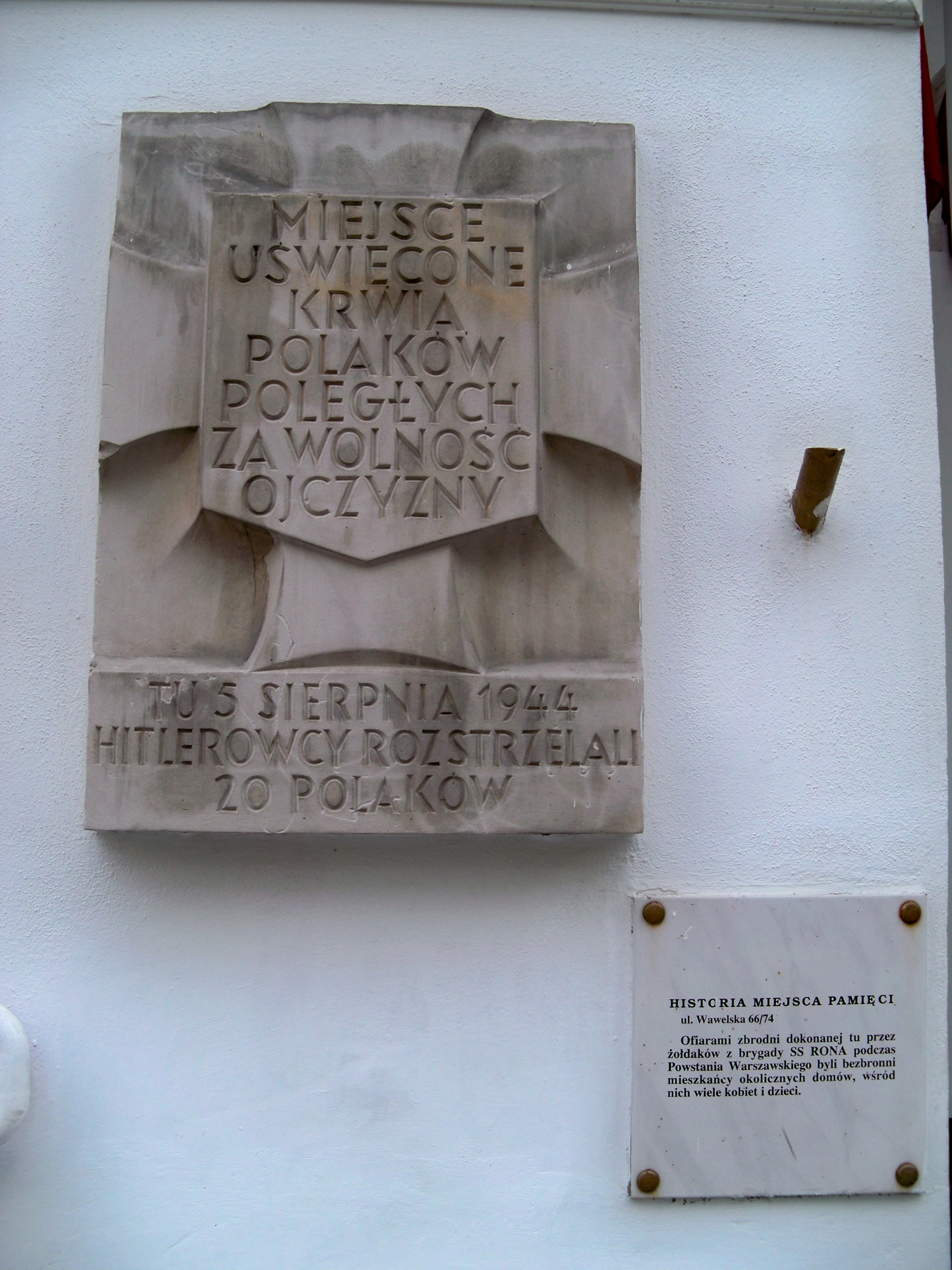
Une plaque commémorant l'un des sites du Massacre d'Ochota. Le bâtiment situé au 66/74 de la rue Wawelska.
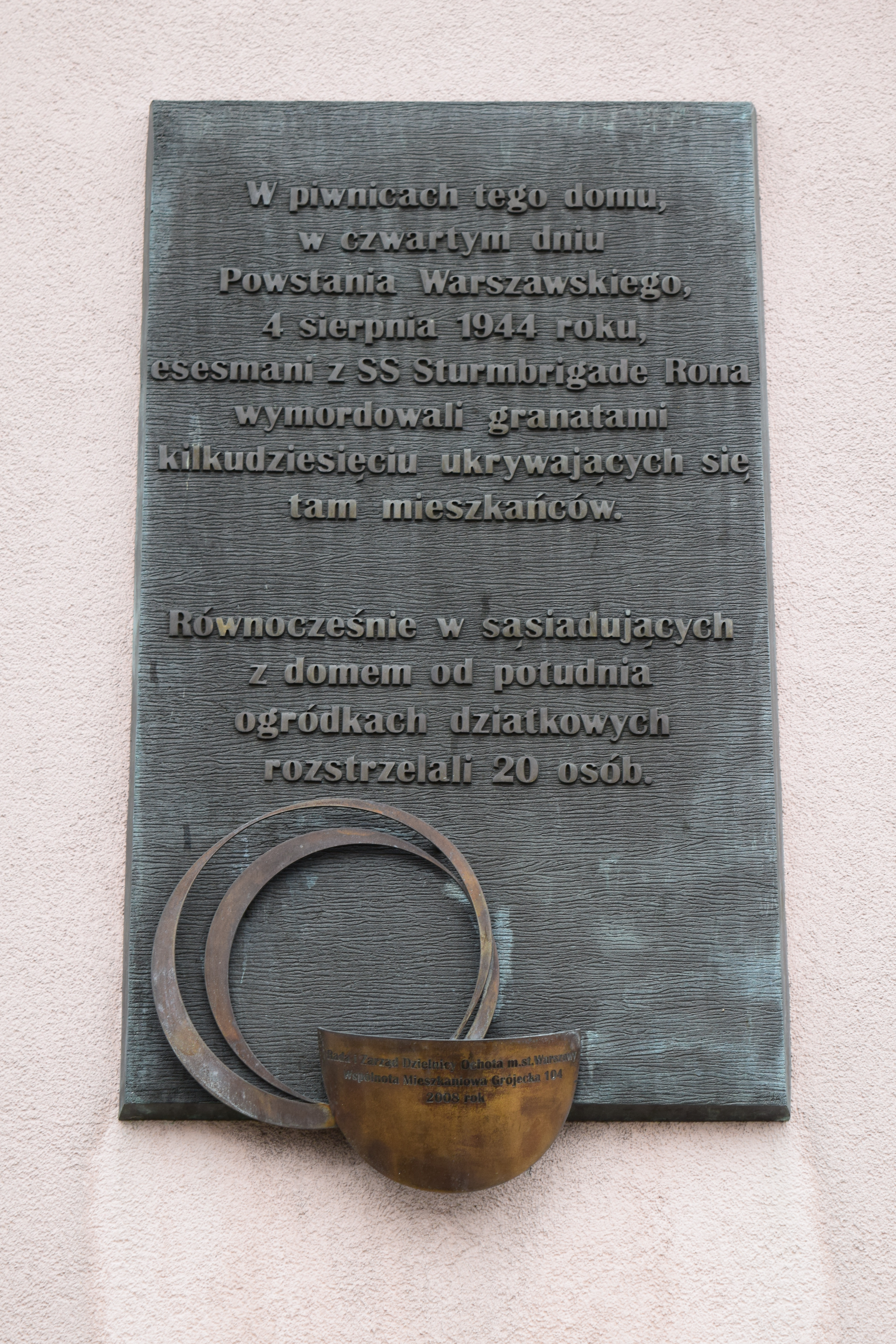
Une plaque commémorative sur le bâtiment dédié à la mémoire du Soulèvement de Varsovie en 1944.

La capitale polonaise, théâtre de l’apogée de la barbarie de la 29e division SS durant l’insurrection de 1944, concentre une densité de monuments et de plaques commémoratives plus grande, témoignant l’ampleur exceptionnelle des exactions commises lors de cet épisode particulièrement sombre de la Seconde Guerre mondiale.

### Les procès des principaux acteurs
Le SS—Obergruppenführer Erich von dem Bach-Zelewski, dont dépend l’unité pendant l’insurrection de Varsovie, est jugé après la guerre pour sa responsabilité dans divers massacres et est condamné à plusieurs reprises à des peines de prison. Il est finalement condamné à la perpétuité et meurt dans la prison de Munich en 1972.
Diehm est capturé en mai 1945 près de Vienne. Il n’a jamais été formellement poursuivi pour son implication dans l’Holocauste et il passa neuf ans en captivité dans l'Union soviétique avant de revenir en Allemagne en janvier 1954. Il vit brièvement à Zuffenhausen, puis à Rottenacker jusqu’à sa mort en 1960.
Heinrich Jürs (de), dernier commandant de la 29e division SS, meurt en 1945 dans des circonstances plus énigmatiques. Deux versions circulent : l’une affirme qu’il est tué, avec sa femme et son chauffeur, par des locaux alors qu’il tente de fuir ; tandis que l’autre évoque un accident de voiture. Sa tombe est au cimetière militaire de Pflach, en Autriche.
Frolov, l’un des commandants notoires de l'unité pendant l’insurrection de Varsovie, a été condamné pour crimes de guerre et exécuté par les Soviétiques en 1946.